# Institutul de Virusologie din Wuhan
Institutul de Virusologie din Wuhan (în chineză: 中国科学院武汉病毒研究所) este un institut de cercetare privind virusologia administrat de Academia Chineză de Științe (CAS), care raportează Consiliului de Stat al Republicii Populare Chineze. Institutul a fost fondat în 1956. Este una dintre cele nouă organizații independente din filiala Wuhan a CAS. Situat în districtul Jiangxia, Wuhan, Hubei, conține primul laborator de nivel 4 de biosecuritate (BSL-4) din China continentală. Institutul a colaborat cu Laboratorul Național Galveston (Galveston National Laboratory, GNL) din Statele Unite, Centrul Internațional de Cercetare a bolilor infecțioase din Franța și Laboratorul Național de Microbiologie din Canada. Institutul a fost un centru activ de cercetare privind studiul coronavirusurilor.
A colaborat cu EcoHealth Alliance, o organizație neguvernamentală cu sediul în SUA condusă de zoologul britanic Peter Daszak.